# Nadine Krüger
Nadine Krüger (* 26. Juni 1977 in Ost-Berlin) ist eine deutsche Fernsehmoderatorin und Schauspielerin.

## Ausbildung
Nadine Krüger absolvierte 1997 ihr Abitur am Friedrich-Engels-Gymnasium in Berlin-Reinickendorf. Sie nahm Schauspielunterricht, unter anderem am Lee Strasberg Theatre and Film Institute in New York City.

## Werdegang
Erste Erfahrungen im Fernsehen sammelte Krüger im Jahr 1988 als Assistentin von Gerhard „Adi“ Adolph in der DDR-Kindersportsendung Mach mit, mach’s nach, mach’s besser. Nach einem Wachstumsschub musste sie die Sendung verlassen. Sie besuchte zu dieser Zeit ein Sportinternat und war Leistungsschwimmerin bei Dynamo Berlin, deren Spezialdisziplin fünfzig Meter Rücken war, bevor sie ihre Karriere als Sportlerin vorzeitig beendete. Später moderierte sie während ihrer Schulzeit beim Offenen Kanal Berlin, woraufhin sie von Sat.1 zu einem Casting eingeladen wurde. Bei diesem Sender war sie für ran world sowie gemeinsam mit Sebastian Radke für die Datingshow Sommer sucht Sprosse (1996 und 1997) als Moderatorin tätig. Nach dem Abitur zog Krüger nach Köln und präsentierte verschiedene Sendungen des Musiksenders VIVA, u. a. Film ab, Interaktiv und Jam. 1999 bis 2001 führte sie durch die ProSieben-Kinosendung Cinema TV, ab März 2002 bis April 2006 durch das Kinomagazin Premiere Kino beim Pay-TV-Sender Premiere. 2006 war Krüger Urlaubs- und Krankheitsvertretung für Jan Hahn und Annika Kipp beim Sat.1-Frühstücksfernsehen. Von Januar 2007 bis März 2009 führte sie als Vollzeitmoderatorin an der Seite von Annika Kipp, später Karen Heinrichs durch diese Sendung.
2008 veröffentlichte sie zusammen mit Katrin Kaiser ein Kochbuch. Seit dem 4. Mai 2009 moderiert sie als Nachfolgerin von Andrea Ballschuh das ZDF-Magazin Volle Kanne. Mitte Oktober 2011 verabschiedete sie sich in die Babypause und kehrte Anfang Februar 2013 zur Sendung zurück.

### Fernsehmoderationen
- 1988–1989: Mach mit, mach’s nach, mach’s besser (DDR1)
- 1996: Ran World (Sat.1)
- 1996–1997: Sommer sucht Sprosse (Sat.1)
- 1997–1999: Interaktiv, Jam, Chartsurfer, Film ab (alle VIVA)
- 2000–2001: Cinema TV (ProSieben)
- 2002–2006: Premiere Kino (Premiere)
- 2006: Sat.1-Frühstücksfernsehen (Vertretung)
- 2007–2009: Sat.1-Frühstücksfernsehen (Vollzeit)
- seit Mai 2009: Volle Kanne – Service täglich (ZDF)

### Schauspiel
- 1999: Late Show (als Ansagerin)
- 2000–2001: St. Angela (als Schwester Vanessa)

Außerdem war Krüger als Gastdarstellerin in verschiedenen Serien zu sehen, unter anderem in der Lindenstraße und bei Alarm für Cobra 11.

## Privates
Nadine Krüger lebt in Düsseldorf. Sie und ihr Lebensgefährte Philip Leonhardt sind Eltern eines 2011 geborenen Sohnes.

## Publikationen
- Nadine Krüger, Katrin Kaiser: Meine leichte & schnelle Küche. vgs Egmont, Köln 2008, ISBN 3-8025-1776-8.